# Попытка военного переворота в Чаде (2013)
Попытка военного переворота в Чаде произошла 1 мая 2013 года против тогдашнего президента Чада Идриса Деби. Боестолкновения произошли во второй половине дня на территории армейских казарм к востоку от столицы Чада Нджамена, а также в жилых районах столицы. Во время боёв в казармах погибло от четырёх до восьми человек. Бывшего лидера повстанцев Муса Тао Махамата арестовали в тот же день, как предполагаемого лидера переворота. Журналиста, двух генералов, четырёх членов парламента, и нескольких военнослужащих также арестовали по обвинению в попытке переворота.